# Outokumpu
Outokumpu — финская компания, один из ведущих производителей нержавеющей стали в мире. Более 8000 сотрудников компании работают в 30 странах мира.
На протяжении нескольких десятилетий Outokumpu была известна как горнодобывающая и металлургическая компания; но сейчас единственный действующий рудник компании располагается в Кеми и занимается добычей хрома, который в последующем используется при легировании стали.

## История
В 1910 году в Оутокумпу (Северная Карелия) было обнаружено крупное месторождение медной руды, для разработки которого была создана компания Outokumpu. К 1935 году компанией был построен самый большой в мире медеплавильный завод по технологии электроплавки.
В конце 1940-х годов учёные и инженеры Outokumpu разработали процесс взвешенной плавки, который оказался эффективным способом добычи металла из руды. Продажа лицензий на данную технологию другим металлургическим компаниям обеспечила Outokumpu динамичный рост. В 1949 году компания основала в Пори металлургический исследовательский центр. В конце 1960-х портфель компании охватывал технологические процессы по производству меди, цинка, никеля и феррохрома. Мировой успех технологий взвешенной плавки, флотации и автоматизации привёл к образованию региональных офисов по продажам в Канаде, США, Мексике и Бразилии в 1970-х годах, а также в Перу и Чили в 1980-х годах.
В 2001 году Outokumpu приобрела немецкий металлургический концерн Lurgi AG и дополнила свой портфель технологиями по производству железа, кальцинации глинозёма, обжигу сульфидных руд и технологиями производства серной кислоты. Тогда же произошло объединение с британо-шведской компанией Avesta Sheffield (переименована в AvestaPolarit), что вывело компанию на третье место в мире по производству нержавеющей стали. В 2004 году Outokumpu полностью выкупила акции AvestaPolarit, став головной компанией группы.
Вместе с тем, в 2005 году компания продаёт объекты медного производства, за исключением подразделения медных труб и латуни. То же происходит с цинковым производством. В марте 2008 года закрывается завод холодной прокатки в Шеффилде, как одна из мер сокращения расходов компании. В апреле того же года продаётся подразделение медных труб и латуни.
В июне 2006 года технологическое подразделение Outokumpu выделяется в отдельную компанию Outotec.
С 2013 года компания принимает участие в поставках стальных конструкций для окончания строительства храма Святого Семейства в Барселоне, возводимого по проекту архитектора Антонио Гауди.

## Финансовые показатели
По результатами 2013 года чистый убыток компании составил более 1 млрд евро (в 2012 году чистый убыток составлял €535 млн, в 2010 году чистая прибыла была €123 млн).
Операционные убытки компании за 2013 год составили 832 млн евро (в 2012 году — €385 млн, в 2010 году операционная прибыль составляла €83 млн).
Объём продаж Outokumpu в 2013 году составил 6,745 млрд евро (снижение по сравнению с 2012 годом составило 15 %; в 2010 году объём продаж составлял €4,229 млрд).